# Sekundærrute 449
De Sekundærrute 449 is een secundaire weg in Denemarken. De weg loopt van Foldingbro via Rødding en Gram naar Toftlund. De Sekundærrute 449 loopt door Zuid-Denemarken en is ongeveer 29 kilometer lang.